# Suprainfecția HIV
Suprainfecția cu HIV (numită și reinfecție cu HIV sau SuperSIDA) este o afecțiune în care o persoană cu o infecție cu virusul imunodeficienței umane stabilită dobândește o a doua tulpină de HIV, adesea de un subtip diferit. Acestea pot forma o tulpină recombinantă care coexistă cu tulpina de la infecția inițială, precum și din reinfecția cu o nouă tulpină de virus și pot provoca o progresie mai rapidă a bolii sau pot duce mai multe rezistențe la anumite medicamente pentru HIV.
Suprainfectia HIV poate fi interclade, unde al doilea virus infectant este filogenetic distinct de virusul initial, sau intraclade, unde cele doua tulpini sunt monofiletice.
Persoanele cu HIV riscă suprainfectarea prin aceleași acțiuni care ar expune o persoană neinfectată la riscul de a dobândi HIV. Acestea includ împărtășirea acelor și renunțarea la prezervative cu parteneri sexuali seropozitivi. Au fost raportate cazuri la nivel global și studiile au arătat că rata de incidență este de 0–7,7% pe an. Cercetările din Uganda publicate în 2012 indică faptul că suprainfecția cu HIV în rândul persoanelor infectate cu HIV dintr-o populație generală rămâne necunoscută. Cercetările ulterioare indică faptul că au existat 16 cazuri documentate de suprainfecție din 2002.
Dacă o persoană este infectată cu un al doilea virus înainte de a avea loc seroconversia la primul virus, se numește infecție dublă. Infecția cu o a doua tulpină după seroconversie este cunoscută ca suprainfecție.